# Saskia Kosterink
Saskia Kosterink (Zwolle, 13 augustus 1984) is een Nederlands softballer.
Kosterink kwam uit voor de verenigingen Run '71 uit Oldenzaal, Tex Town Tigers te Enschede en speelt sinds 2007 voor de Sparks uit Haarlem. Van 2006 tot 2007 kwam ze uit voor de Gulf Coast CC in Panama City in Florida. Ze is buitenvelder en slaat en gooit rechtshandig. Kosterink was lid van het Olympische team dat deelnam aan de zomerspelen van 2008 te Peking. In 2007 sloeg ze de meeste homeruns in de Nederlandse competitie en werd ze tijdens de Europese Kampioenschappen uitgeroepen tot Beste Buitenvelder. Ze is lid van het Nederlands damessoftbalteam sinds 2005 en heeft tot op heden 48 interlands gespeeld. In november is Kosterink door de wereldsoftbalfederatie uitgeroepen tot ambassadrice, met als doel softbal terug te krijgen op de Olympische Spelen.
Noémi Boekel · 
Marloes Fellinger · 
Sandra Gouverneur · 
Petra van Heijst · 
Judith van Kampen · 
Kim Kluijskens · 
Saskia Kosterink · 
Jolanda Kroesen · 
Daisy de Peinder · 
Marjan Smit · 
Rebecca Soumeru · 
Nathalie Timmermans · 
Ellen Venker · 
Britt Vonk · 
Kristi de Vries